# Ioan Lupescu
Ioan Angelo Lupescu, född 9 december 1968 i Bukarest, är en före detta fotbollsspelare och tränare. Han är son till den tidigare landslagsspelaren Nicolae Lupescu. Han är sedan 2008 medlem i Fifas tekniska kommitté.

## Karriär

### Klubblag
Ioan Lupescu kom till Dinamo București 1982 och gjorde debut som 17-åring 1986 i en 4-1-seger mot Bacău. Efter att ha vunnit den rumänska ligan och cupen 1989/90 så lämnade Lupescu för tyska Bayer Leverkusen. Där var han med om att vinna DFB-Pokal 1993. Klubben var även framme i semifinal i UEFA-cupen 1994/95. 1996 värvades han till Borussia Mönchengladbach, innan han återvände till Dinamo București där han vann ligan ännu en gång. Han hade en kort sejour i turkiska Bursaspor, innan han flyttade tillbaka till Dinamo București. Lupescu spelade även i Al-Hilal i Saudiarabien, innan han en fjärde och sista gång återvände till Dinamo București där han avslutade karriären.

### Landslag
Lupescu gjorde 74 landskamper och sex mål för Rumänien. Han deltog i VM 1990, och VM 1994 då Rumänien gick till kvartsfinal. Han spelade även i EM 1996 samt EM 2000.

### Internationella mål
| Nr | Datum           | Spelplats                              | Motståndare   | Mål | Resultat | Tävling       |
| -- | --------------- | -------------------------------------- | ------------- | --- | -------- | ------------- |
| 1  | 29 augusti 1990 | Luzjnikistadion, Moskva, Sovjetunionen | Sovjetunionen | 2–0 | 2–1      | Vänskapsmatch |
| 2  | 5 december 1990 | Stadionul Naţional, Bukarest, Rumänien | San Marino    | 4–0 | 6–0      | EM-kval 1992  |
| 3  | 6 maj 1992      | Stadionul Ghencea, Bukarest, Rumänien  | Färöarna      | 5–0 | 7–0      | VM-kval 1994  |
| 4  | 20 maj 1992     | Stadionul Ghencea, Bukarest, Rumänien  | Wales         | 2–0 | 5–1      | VM-kval 1994  |
| 5  | 20 maj 1992     | Stadionul Ghencea, Bukarest, Rumänien  | Wales         | 3–0 | 5–1      | VM-kval 1994  |
| 6  | 18 augusti 1999 | Tsirion Stadium, Limassol, Cypern      | Cypern        | 1–1 | 2–2      | Vänskapsmatch |

## Meriter
Dinamo București
- Liga I: 1990, 2000, 2002
- Cupa României: 1990, 2000, 2002

Bayer Leverkusen
- DFB-Pokal: 1993